# توماس بيرغوس
توماس بيرغوس (بالإسبانية: Tomás Burgos Sotomayor)‏ هو محامي تشيلي، ولد في 18 سبتمبر 1875 في أوسورنو في تشيلي، وتوفي في 19 أغسطس 1945 في فالديفيا في تشيلي.